# Maria Besendahl
Maria Besendahl, eigentlich Anna-Marie Ida Olga Hildegard Besendahl (* 12. November 1901 in Schwerin; † 2. Januar 1983 ebenda) war eine deutsche Film- und Theaterschauspielerin.

## Leben
Maria Besendahl begann ihre Schauspielkarriere in den 1920er Jahren auf Theaterbühnen in Schwerin, Eisenach, Stendal und in Berlin. Ihr Leinwanddebüt feierte sie 1944 mit dem Film Große Freiheit Nr. 7 an der Seite Hans Albers. Nach dem Ende des Zweiten Weltkriegs nahm sie Engagements an Schweriner Bühnen und Kabaretts an, ehe sie ab 1949 wieder Filmangebote annahm. Sie wirkte in vielen DEFA-Filmen mit, wie beispielsweise 1949 in Die Brücke und 1955 in Sommerliebe, oftmals allerdings in Nebenrollen.

## Filmografie (Auswahl)
- 1944: Große Freiheit Nr. 7
- 1949: Die Brücke
- 1950: Epilog – Das Geheimnis der Orplid
- 1951: Die letzte Heuer
- 1951: Corinna Schmidt
- 1952: Roman einer jungen Ehe
- 1953: Anna Susanna
- 1953: Die Störenfriede
- 1954: Kein Hüsung
- 1954: Das geheimnisvolle Wrack
- 1954: Stärker als die Nacht
- 1954: Leuchtfeuer (DDR/SWE)
- 1955: Sommerliebe
- 1955: Wer seine Frau lieb hat …
- 1955: Star mit fremden Federn
- 1956: Junges Gemüse
- 1957: Bärenburger Schnurre
- 1957: Schlösser und Katen
- 1957: Vergeßt mir meine Traudel nicht
- 1957: Gejagt bis zum Morgen
- 1957: Das singende, klingende Bäumchen
- 1958: Nur eine Frau
- 1958: Tatort Berlin
- 1958: Das Lied der Matrosen
- 1959: Das Feuerzeug
- 1959: Kabale und Liebe
- 1960: Trübe Wasser (DDR/FRA)
- 1960: Der neue Fimmel
- 1960: Kein Ärger mit Cleopatra
- 1961: Septemberliebe
- 1961: Gewissen in Aufruhr (Fernsehfilm)
- 1962: Das zweite Gleis
- 1962: Die aus der 12b
- 1962: … und deine Liebe auch
- 1963: Karbid und Sauerampfer
- 1963: Julia lebt
- 1964: Die Hochzeit von Länneken
- 1965: Eine schreckliche Frau (DDR/ČSSR)
- 1965: Das Kaninchen bin ich
- 1966: Reise ins Ehebett
- 1970: Weil ich dich liebe …
- 1972: Nicht schummeln, Liebling!
- 1972: Leichensache Zernik
- 1976: Mann gegen Mann